# Ла-Егуада
Ла-Егуада (исп. La Yeguada), другое название «Читра-Калобре» (исп. Chitra-Calobre) — действующий стратовулкан в Панаме, в провинции Верагуас, к северу от полуострова Асуэро. Высота — 1297 м. Последние извержения произошли в северной части кратера приблизительно 220 000 лет назад. Но активность продолжается, на восточном склоне располагается фумарольное поле Йя, на северном — гейзеры, а у подножия — гидротермальный источник Йеджуад.